# Jacqueline Hoffmann
Jacqueline Hoffmann, née le 26 décembre 1943 à Béziers, est une femme politique française. Elle fut députée communiste au Parlement européen de 1979 à 1986, puis députée des Yvelines de 1986 à 1988.

## Biographie
Née le 26 décembre 1943 à Béziers, Jacqueline Hoffmann y travaille à partir de ses 16 ans comme ouvrière soudeuse aux Établissements Escaut .
Elle rejoint le Parti communiste français (PCF) et devient membre du bureau de la fédération PCF des Yvelines en 1970, puis membre du comité central en 1972 chargée des questions de santé, de protection sociale et de la famille.
En 1979, elle est la première ouvrière élue au Parlement européen. Réélue en 1983, elle remplit ce mandat jusqu'en 1986.
En 1986, elle est élue députée des Yvelines.
En 1994, elle est nommée membre du Conseil économique et social (CES), en qualité de personnalité qualifiée et sur proposition du Premier ministre Édouard Balladur.

## Détail des fonctions et des mandats

### Mandat parlementaire
- 17 juillet 1979 - 23 juillet 1984 : députée européenne
- 24 juillet 1984 - 12 mars 1986 : députée européenne
- 13 mars 1986 - 14 mai 1988 : députée des Yvelines

### Résultats électoraux
| Candidat       | Candidat              | Parti                | Premier tour | Premier tour | Second tour | Second tour |  |
| Candidat       | Candidat              | Parti                | Voix         | %            | Voix        | %           |  |
| -------------- | --------------------- | -------------------- | ------------ | ------------ | ----------- | ----------- |  |
|                | Nicolas About sortant | UDF (PR)             | 40 964       | 44,30        | 45 648      | 46,61       |  |
|                | Guy Malandain élu     | PS                   | 34 744       | 37,57        | 52 287      | 53,39       |  |
|                | Jacqueline Hoffmann   | PCF                  | 11 037       | 11,94        |             |             |  |
|                | Michel Grassart       | MRG                  | 1 586        | 1,72         |             |             |  |
|                | Jean-Yves Métayer     | Extrême gauche (PSU) | 1 520        | 1,64         |             |             |  |
|                | Denis Despré          | Divers droite (MDD)  | 1 178        | 1,27         |             |             |  |
|                | Jean-Claude Cotentin  | Extrême gauche (LO)  | 834          | 0,90         |             |             |  |
|                | Didier Malinosky      | Extrême gauche (LCR) | 606          | 0,66         |             |             |  |
|                |                       |                      |              |              |             |             |  |
| Inscrits       | Inscrits              | Inscrits             | 129 279      | 100,00       | 129 344     | 100,00      |  |
| Abstentions    | Abstentions           | Abstentions          | 35 769       | 27,67        | 30 278      | 23,41       |  |
| Votants        | Votants               | Votants              | 93 510       | 72,33        | 99 066      | 76,59       |  |
| Blancs et nuls | Blancs et nuls        | Blancs et nuls       | 1 041        | 1,11         | 1 131       | 1,14        |  |
| Exprimés       | Exprimés              | Exprimés             | 92 469       | 98,89        | 97 935      | 98,86       |  |